# Tri arborescent
Le tri arborescent est un algorithme de tri par comparaison, c'est en partie un tri par file de priorité qui utilise la structure d'arbre binaire de recherche comme file de priorité. Il est équivalent au tri rapide, en particulier, sa complexité moyenne est Θ(n log n) en moyenne mais Θ(n2) dans le pire cas. Cependant, il est moins efficace car il nécessite de construire une structure de données complexe alors que le tri rapide est un tri en place. Il n'est donc pas utilisé en pratique[réf. nécessaire].

## Exemple
Soit à classer par ordre alphabétique ou numérique une série d'éléments (nombres ou mots).
Par exemple, on voudrait classer les termes camion moto voiture bateau train avion fusée.
Une façon très inefficace de les classer serait de comparer chaque élément à tous les autres, ce qui se nomme un tri en N².
Une façon plus rationnelle est de faire usage du fait que lorsqu'une clé est supérieure à une autre, elle est forcément aussi supérieure à toutes celles qui lui étaient inférieures sans qu'il soit besoin de les comparer. C'est le principe même de l'arborescence. Sur des grands ensembles, on peut éviter ainsi quelques dizaines de millions d'opérations qui auraient été inutiles, et ramener un tri de quelques heures à quelques minutes, de quelques minutes à quelques secondes, ou de quelques secondes à un temps qui devient inobservable pour l'utilisateur. 
Convenons donc de mettre à gauche d'une clé toutes celles qui lui sont inférieures, et à droite toutes celles qui lui sont supérieures, et ainsi de suite récursivement. Notre arbre des moyens de transport va avoir l'allure suivante :
- camion
  - bateau
    - avion

  - moto
    - fusée
    - voiture
      - train

Comment afficher maintenant la liste triée que nous cherchions ? En spécifiant l'ordre d'affichage ainsi :
```
   sub 
Lister-les-clés
 (racine)
       si existe sous-arbre-à-gauche alors 
Lister-les-clés
 sous-arbre-à-gauche;
       imprimer la clé associée à la racine
       si existe sous-arbre-à-droite alors 
Lister-les-clés
 sous-arbre-à-droite;
   fin-sub
```

On obtient bien :
- avion
- bateau
- camion
- fusée
- moto
- train
- voiture

## Complexité
On démontre que dans le cas d'une entrée en ordre vraiment aléatoire (en particulier autre chose que celui où toutes les clés sont déjà triées à l'exception de quelques-unes), la complexité moyenne de ce tri est en {\displaystyle n\log n}, ce qui est optimal pour un tri par comparaison[réf. nécessaire].
Une variante consiste à utiliser un arbre équilibré[Comment ?]. La complexité de l'algorithme est alors {\displaystyle \Theta (n\log n)} dans tous les cas.